# Liparochrus nanus
Liparochrus nanus är en skalbaggsart som beskrevs av Renaud Maurice Adrien Paulian 1980. Liparochrus nanus ingår i släktet Liparochrus och familjen Hybosoridae. Inga underarter finns listade i Catalogue of Life.